# كارتل خواريز
كارتل خواريز (بالإسبانية: Cártel de Juárez)‏ هو كارتل مخدرات مكسيكي يقع مقره في ولاية شيواوا في سيوداد خواريز، ومعروف أيضًا باسم منظمة «فيسينتي كاريلو فوينتس». تعمل لنقل المخدرات من المكسيك إلى الولايات المتحدة عبر الحدود من مدينة إل باسو (تكساس)، وهو الكارتل الوحيد من العديد من منظمات تهريب المخدرات التي كانت معروفة بقطع رأس منافسيها وتشويه جثثهم وإلقاءهم في الأماكن العامة لغرس الخوف ليس فقط لعامة الناس ولكن أيضًا في الأجهزة الأمنية المحلية، يوجد في كارتل خواريز جناح مسلح يعرف باسم «لا لينا» وهي عصابة تنفذ عادة عمليات الإعدام كما يستخدمون عصابة «باريو أزتيكا» لمهاجمة منافسيهم.
كان كارتل خواريز المسيطر في وسط البلاد، حيث سيطر على نسبة كبيرة من حركة الكوكايين من المكسيك إلى الولايات المتحدة، حتى وفاة أمادو كاريلو فوينتيس في عام 1997 بداية تراجع كارتل خواريز حيث كان أمادو على العلاقات مع ضباط في مكافحة المخدرات في المكسيك وقائد الفرقة «خيسوس غوتيريز ريبولو».

## تاريخ الكارتل
تأسس الكارتل في سبعينيات القرن الماضي عندما قُتل الزعيم بابلو أكوستا فياريال في أبريل عام 1987 أثناء غارة في الحدود بواسطة مروحيات الشرطة الفيدرالية المكسيكية في قرية ريو غراندي في سانتا إيلينا في تشيهواهوا، تولى بعد ذلك «رافائيل أغيلار غواردو» مكانه كزعيم للكارتل.
تم تسليم قيادة الكارتل من رافائيل أغيلار غواردو إلى أمادو كاريلو فوينتيس في عام 1993 تحت وصاية من عمه إرنستو فونسيكا كاريلو، بعد وفاة أمادو في عام 1997 بعد مضاعفات من الجراحة الوجه التجميلية اندلعت حرب قصيرة للسيطرة على الكارتل، ليصبح فيسنتي كاريلو فوينتيس أخ «أمادو كاريلو فوينتيس» قائداً للكارتل بعد هزيمة الأخوين «مونيوز تالافيرا».
شكّل «فيسينتي كاريلو فوينتيس» شراكة مع خوان خوسيه إسباراغوزا مورينو وشقيقه رودولفو كاريلو فوينتيس وابن أخيه فيسينتي كاريلو ليفا وريكاردو غارسيا أوركويزا، وشكل تحالفًا مع أمراء المخدرات الآخرين مثل إسماعيل زامبادا غارسيا وخواكين غوزمان لويرا في سينالوا وإلاخوان بيلتران ليفا في مونتيري.
عندما سيطر فيسنتي على الكارتل كانت المنظمة في حالة تغير مستمر خلفت وفاة أمادو كاريلو فوينتيس فراغ كبير في الكارتل، تمكن فيسنتي من تجنب الصراع المباشر مع الكارتلات وزيادة قوة كارتل خواريز، في نهاية التسعينيات وحتى وأوائل الألفية أقام أمراء المخدرات من الولايات المكسيكية المتجاورة تحالفًا أصبح يُعرف باسم «التحالف الذهبي المثلث» أو «لا أليانزا تريانجلو دي أورو» بسبب منطقة نفوذه في الثلاث ولايات: تشيهواهوا، ولاية تكساس، ولاية سينالوا ومع ذلك فإن هذا التحالف قد تم كسره بعد أن رفض خواكين غوزمان لورا اعطاء كارتل خواريز على حق الحصول على بعض طرق التهريب إلى الولايات المتحدة.

## الحرب بين الكارتلات
في عام 2001 بعد فرار خواكين غوزمان لويرا 'إل شابو' من السجن، انشق العديد من أعضاء كارتل خواريز وذهبوا إلى كارتل سينالوا الذي يديره خواكين غوزمان لويرا، وفي عام 2004 قُتل شقيق «فيسينتي كاريلو فوينتس» بأمر من خواكين غوزمان لورا ورد عليه «فيسينتي كاريلو فوينتس» باغتيال شقيق خواكين غوزمان لورا الذي كان في السجن هذا الأمر أشعل حرب بين الكارتلات، وتم تعليق الحرب إلى وقت آخر من عام 2005 إلى عام 2006 بسبب حرب كارتل سينالوا ضد كارتل الخليج.
منذ عام 2007 تخوض كارتل خواريز معركة شرسة مع شريكها السابق كارتل سينالوا للسيطرة على خواريز بشكل كامل خلف القتال بينهما الآلاف من القتلى في تشيهواهوا، تعتمد كارتل خواريز على عصابتين لممارسة السيطرة على جانبي الحدود: لا لينيا، وهي مجموعة من ضباط شرطة تشيهواهوا الفاسدين (الحاليين والسابقين)، منتشرة على الجانب المكسيكي في حين تعمل عصابة الشوارع باريو أزتيكا في داخل المكسيك، وفي مدن تكساس مثل إل باسو ودالاس وهيوستن وكذلك في نيو مكسيكو وأريزونا، في 15 يوليو 2010 رفعت كارتل خواريز العنف إلى مستوى جديد باستخدام سيارة مفخخة لاستهداف ضباط الشرطة الفيدرالية المكسيكية.
قبل عام 2012 سيطر كارتل خواريز على أحد طرق النقل الرئيسية لشحنات المخدرات التي تدخل الولايات المتحدة سنويًا من المكسيك، منذ ذلك الحين تحولت السيطرة على هذه المناطق إلى كارتل سينالوا، في 1 سبتمبر 2013 اعتقلت القوات المكسيكية «ألبرتو كاريلو فوينتيس» المعروف باسم «بيتي لا فيا»، في ولاية ناياريت كان قد تولى قيادة المنظمة في بجاية عام 2013 بعد تقاعد شقيقه «فيسنتي كاريلو فوينتيس» الذي إصاب بمرض وضل هارباً حتى إلقاء القبض عليه هو الآخر في أكتوبر 2014.